# تونی اسمیت
تونی اسمیت (به انگلیسی: Tony Smith) (زاده ۲۳ سپتامبر ۱۹۱۲ – درگذشته ۲۶ دسامبر ۱۹۸۰) مجسمه‌ساز، هنرمند تجسمی، طراح معماری و نظریه‌پرداز برجسته هنر بود. از او به‌عنوان یک چهره پیشگام آمریکایی در مجسمه‌سازی مینیمالیست یاد می‌شود.

## زندگی و تحصیلات
اسمیت در ساوت اورنج، نیوجرسی، در یک خانواده تولیدکننده آب‌نما و تجهیزات آب‌رسانی به‌دنیا آمد، که توسط پدربزرگ و هم‌نامش ای.پی. اسمیت بنیان شده بود. تونی در حوالی سال ۱۹۱۶ به سل مبتلا شد که بیشتر دوران دبستان درگیر این بیماری بود. خانواده او برای تسریع بهبودی و محافظت از سیستم ایمنی بدن و همچنین نگهداری از خواهر و برادرش، یک خانه پیش‌ساخته یک‌اتاقه در حیاط خلوت ساختند. او یک پرستار تمام‌وقت داشت و معلمانی که کارهای آموزش مدرسه‌اش را دنبال می‌کردند. داروهای او در جعبه‌های کوچک مقوایی قرار داشت که از آن‌ها برای ساختن کاردستی استفاده می‌کرد. گاهی اوقات از کارخانه ساخت آب‌نما و تجهیزات آب‌رسانی بازدید می‌کرد و از تولیدات صنعتی، ماشین‌آلات و فرآیندهای ساخت شگفت‌زده می‌شد.
اسمیت به دبیرستان سنت فرانسیس خاویر، که یسوعی‌ها در شهر نیویورک بود رفت و آمد می‌کرد. در بهار و تابستان ۱۹۳۱ به دانشگاه فوردهام رفت و در پاییز همان سال در دانشگاه جورج تاون ثبت‌نام کرد. او از تحصیلات رسمی سرخورده شد و در ژانویه ۱۹۳۲ به نیوجرسی بازگشت و در طول رکود بزرگ اقتصادی، یک کتاب‌فروشی دست‌دوم در نیوآرک خیابان براد افتتاح کرد. از سال ۱۹۳۴ تا ۱۹۳۶، روزها در کارخانه خانوادگی کار می‌کرد و عصرها در لیگ دانشجویان هنر نیویورک شرکت می‌کرد و در همان‌جا با جورج بریگمن به تحصیل آناتومی، با جورج گروس به طراحی و آبرنگ، و با واسلاو ویتلاسیل به نقاشی پرداخت. در سال ۱۹۳۷، به شیکاگو نقل مکان کرد و قصد داشت در دانشگاه نیو باهاوس معماری بخواند، جایی که برنامه درسی بین‌رشته‌ای را به راحتی جذب می‌کرد. اما در نهایت پشیمان شد و سال بعد شروع به کار برای پروژه آردمور فرانک لوید رایت در نزدیکی فیلادلفیا، پنسیلوانیا کرد، و به‌عنوان کمک‌نجار و آجرکار شروع به کار کرد و در نهایت به‌عنوان منشی ادامه کار داد. پس از یک دوره کوتاه اسمیت با رایت در تالیسین، ویسکانسین، در ساخت خانه آرمسترانگ در اوگدن دونز، ایندیانا مشغول به کار شد. این دوره زمانی نیز به پایان رسید و زمانی که مادرش در سال ۱۹۴۰ بیمار شد، اسمیت به نیوجرسی بازگشت. پدرش در اول دسامبر همان سال به‌طور ناگهانی درگذشت.

## زندگی حرفه‌ای
اسمیت در سال ۱۹۴۰، فعالیت خود را به‌عنوان طراح معماری آغاز کرد و تا اوایل دهه ۱۹۶۰ ادامه داد. او تقریباً بیست خانه شخصی ساخت و پروژه‌های محقق‌نشده زیادی را مدل کرد؛ مانند کلیسای کاتولیک رومی، با نقاشی‌های روی شیشه توسط جکسون پولاک (۱۹۵۰). کارهای او شامل خانه‌های افرادی از جامعه هنری، مانند فریتز بولتمن (۱۹۴۵)، تئودوروس استاموس، فرد اولسن (۱۹۵۱)، و بتی پارسونز (۱۹۵۹–۱۹۶۰) بود. علی‌رغم موفقیت‌های او در معماری، رابطه معمار و کارفرما اسمیت را ناامید کرد، تا حدی که به سوی فعالیت بر روی آثار هنری گرایش پیدا کرد.
اسمیت پس از دو سال اقامت در هالیوود، کالیفرنیا (۱۹۴۳–۱۹۴۵) به ساحل شرقی بازگشت و هم‌زمان با توسعه ایده‌های نظری مختلف و کشیدن نقاشی‌های انتزاعی، شروع به تدریس کرد؛ درحالی‌که همچنان پروژه‌های معماری را نیز انجام می‌داد. او از راه روابطی که با اشخاصی چون جروم کامرووسکی، جکسون پولاک، بارنت نیومن و مارک روتکو داشت، یکی از اعضای اصلی جامعه مدرسه نیویورک شد.
اسمیت در آلمان نیز زندگی کرد و از سال ۱۹۵۳ تا ۱۹۵۵ با همسرش جین که خواننده اپرا بود به سرتاسر اروپا سفر کرد و او را در اجرای برنامه‌هایش همراهی کرد. او در اروپا تعدادی از پروژه‌های معماری را ادامه داد و در کنار آن نقاشی کرد؛ از جمله نقاشی‌های لویزنبرگ (۱۹۵۳–۱۹۵۵). زمانی که اسمیت و همسرش در نورنبرگ زندگی می‌کردند کیارا «کیکی» اسمیت (۱۹۵۴) به‌دنیا آمد. دوقلوهای بئاتریس (بیبه) و ستون هم پس از بازگشت خانواده به اورنج جنوبی در سال ۱۹۵۵ به‌دنیا آمدند.
اسمیت در مؤسسه دلاهانتی (۱۹۵۶–۱۹۵۷) و مؤسسه پرات (۱۹۵۷–۱۹۵۹) کلاس‌های مربوط به معماری و طراحی برگزار کرد، همچنین ترون (۱۹۵۶) را توسعه داد. این کار از یک تکلیف کلاسی برای دانش‌آموزان در پرت شروع شد، تا ساده‌ترین سازه سه‌بعدی را که می‌توان برای بیش از دو سطح روی هم قرار داد، انجام داد. اسمیت حل هندسی چهار منشور مثلثی را با اضافه کردن یک مفصل دیگر گسترش داد و در نتیجه شکل جدیدی با هفت منشور مثلثی که دو چهار وجهی را در بر می‌گیرد، ایجاد کرد. پس از گذشت مدتی، تصمیم گرفت که فرم به‌دست آمده چیزی غیر از یک تمرین طراحی است، بنابراین آن را ترون (به انگلیسی: Throne) نامید.
اسمیت به هیئت علمی کالج بنینگتون، ورمونت پیوست. در سال ۱۹۶۰ یک پروژه کلاسی بررسی سلول‌های بسته‌بندی‌شده بر اساس کتاب رشد و شکل دارسی تامپسون (۱۹۱۸) جرقه جستجوی اسمیت برای الهام هنری در دنیای طبیعی شد. تراکم حاصل از تتراکایدکادرون‌های ۱۴ وجهی، سلول حباب صابون کارآمد ایده‌آل، به‌عنوان ساختار بنینگتون شناخته می‌شود. این اولین باری بود که اسمیت تأثیری را که اشکال هندسی بزرگ‌شده می‌توانست به‌عنوان فرم‌های مستقل اما از نظر معماری مقیاس‌بندی‌شده - مانند مجسمه - ایجاد کند را ببیند.
اسمیت درحالی‌که در سال ۱۹۶۱ پس از یک تصادف اتومبیل در خانه در حال سپری کردن دوران نقاهت بود، شروع به ساخت ماکت‌های مجسمه‌ای کوچک با استفاده از تجمع چهاروجهی‌ها و هشت‌وجهی‌ها کرد. در سال ۱۹۶۲ در کالج هانتر تدریس می‌کرد. در این سال جعبه سیاه، اولین مجسمه‌ای را که از فولاد بود را ساخت. منشور مستطیلی متراکم، کمتر از دو فوت ارتفاع، یک جعبه کارت فایل ۳×۵ اینچی که اسمیت روی میز منتقد و مورخ هنر آمریکایی، یوجین گوسن، همکار و دوستش دید، ایجاد شد. او با یک سازنده محلی، جوشکاری صنعتی، که بیلبوردش را در حین رانندگی در نیوجرسی رانپایک دیده بود، تماس گرفت و از او خواست که آن را به خانه حومه شهرش تحویل دهد. اگرچه جوشکارها تصور می‌کردند که او دیوانه است، آن‌ها با این پروژه با نهایت مهارت برخورد کردند و نتیجه یک فرم خیره‌کننده برای اسمیت بود. اسمیت با این قطعه با عنوان جعبه سیاه، فرایند مجسمه‌سازی را کشف کرده بود. جایی که دیگران یک شکل هندسی خالص را دیدند، اسمیت آن را پیش‌تر دیده بود. این عنوان به مدیریت فاسد شهردار نیویورک جیمی واکر (۱۹۲۶–۱۹۳۲) اشاره دارد، زمانی که پیمانکاران رشوه را به شکافی در یک جعبه «سیاه» می‌انداختند.
در سال ۱۹۶۲، مرگ را ساخت، یک مکعب فولادی ۶ اینچی که شهرت او را به‌عنوان یکی از تأثیرگذارترین و مهم‌ترین هنرمندان زمان خود تثبیت کرد. یازده‌ها رو به بالا هستند (۱۹۶۳) در مرگ دیده می‌شود. این مجسمه با الهام از دو رگ پشت گردن که هنگام نوشیدن بیش از حد مشروبات الکلی برجسته می‌شوند، از دو توده فولادی سیاه رنگ تشکیل شده است که با وزن بیش از ۱۲۰۰۰ پوند، رو در رو به فاصله چهار فوت از هم نصب شده‌اند. منبع (۱۹۶۷) مجسمه‌ای به یاد ماندنی است که اسمیت برای اولین بار در مستند IV در کاسل، آلمان در تابستان ۱۹۶۸ به نمایش گذاشت. اسمیت پس از به نمایش گذاشتن آثار فلزی و تخته سه‌لا با رنگ مشکی در چندین سایت در سراسر ایالات متحده و در سطح بین‌المللی، با ساختاری از تخته سه‌لا که دهلیز کورکوران را پوشانده بود، در جلد ۱۳ اکتبر ۱۹۶۷ تایم نمایش داده شد.
اسمیت که با مکتب مینیمالیستی گره خورده بود، با ماژول‌های هندسی ساده ترکیب‌شده روی یک شبکه سه بعدی کار کرد و از طریق سادگی و مقیاس، درام خلق کرد. در طول دهه‌های ۱۹۴۰ و ۱۹۵۰، اسمیت با بارنت نیومن، جکسون پولاک، مارک روتکو و کلیفورد استیل دوست صمیمی شد. مجسمه او تأثیر انتزاع آن‌ها را نشان می‌دهد. یکی از پروژه‌های معماری محقق‌نشده اسمیت در سال ۱۹۵۰ طرحی برای یک کلیسا بود که قرار بود صفحات شیشه‌ای نقاشی‌شده با همکاری دوستش پولاک طراحی شود.
اسمیت همچنین در مؤسسات مختلفی از جمله دانشگاه نیویورک، کوپر یونیون، مؤسسه پرت، کالج بنینگتون و کالج هانتر تدریس می‌کرد و در آن‌جا استاد هنرمندانی مانند پت لیپسکی بود.
از اسمیت خواسته شد تا در تابستان ۱۹۶۹ یک دوره مجسمه‌سازی را در دانشگاه هاوایی در مانوآ تدریس کند. او دو اثر محقق‌نشده طراحی کرد: دهانه هاول (یک باغ فرورفته) و غرور. اما در نهایت علامت چهارم را خلق کرد که در محوطه دانشگاه قرار گرفت. تجربه او در هاوایی همچنین برای سریال «برای…» که حروف اول آن دوستان و هنرمندانی است که در زمان حضورش در مانوآ با او آشنا شدند.
اسمیت به‌عنوان یک مجسمه‌ساز برجسته در دهه‌های ۱۹۶۰ و ۱۹۷۰، با جنبش هنر مینیمالیسم مرتبط است.

## نمایشگاه‌ها
اولین نمایشگاه‌های اسمیت در سال ۱۹۶۴ برگزار شد و او اولین نمایشگاه انفرادی خود را در سال ۱۹۶۶ برگزار کرد. در همان سال از او خواسته شد تا نمایشگاه مهم سال ۱۹۶۶ در موزه یهودی نیویورک با عنوان «ساختارهای اولیه» که یکی از مهم‌ترین نمایشگاه‌های جهان است، برگزار کند. اولین نمایشگاه موزه اسمیت به‌عنوان مجسمه‌ساز مجسمه‌های هندسی در مقیاس بزرگ، در وادسورث آتنیوم، هارتفورد، کنکتیکت، و مؤسسه هنرهای معاصر، دانشگاه پنسیلوانیا، فیلادلفیا (۱۹۶۶) برگزار شد، و پس از آن یک تور نمایشگاهی در اندرو آغاز شد. کاخ سفید دیکسون، دانشگاه کرنل در ایتاکا، نیویورک (۱۹۶۸)، و یک تور نمایشی مستقر در نیوجرسی که توسط موزه نیوآرک و شورای هنرهای ایالتی نیوجرسی (۱۹۷۰) سازماندهی شد.
در سال ۱۹۹۸ یک نمایشگاه بزرگ با عنوان «تونی اسمیت: معمار، نقاش، مجسمه‌ساز» در موزه هنرهای مدرن نیویورک برگزار شد که شامل آثار معماری، نقاشی و مجسمه‌سازی او می‌شد. پس از آن در سال ۲۰۰۲، یک بازنگری در اروپا، که توسط مؤسسه هنر مدرن والنسیا، اسپانیا و مجموعه منیل، هیوستون ترتیب داده شد، در سال ۲۰۱۰ مروری بر آثار اسمیت روی کاغذ ترتیب داد. اسمیت همچنین در نمایشگاه بین‌المللی گوگنهایم، نیویورک (۱۹۶۷)، دوسالانه ونیز (۱۹۶۸)؛ داکیومنتا ۴، کاسل، آلمان (۱۹۶۸); سالانه ویتنی، موزه هنر آمریکایی ویتنی، نیویورک (۱۹۶۶، ۱۹۷۰، و ۱۹۷۱). و دوسالانه ویتنی، نیویورک (۱۹۷۳) شرکت داشت.
۲۳ سپتامبر ۲۰۱۲ صدمین سالگرد تولد اسمیت بود. مؤسسات در سراسر جهان صدمین سالگرد او را با رویدادهای ویژه جشن گرفتند، از جمله سمپوزیوم یک روزه در گالری ملی هنر، میزگردی در موزه هنر سیاتل، نصب مجسمه در فضای باز در پارک برایانت در نیویورک، و نمایشگاه «کیکی اسمیت، ستون»، تونی اسمیت: خانواده‌ای از هنرمندان، که در آن روز در آلمان افتتاح شد.

## مجموعه‌ها
آثار اسمیت در اکثر مجموعه‌های عمومی بین‌المللی از جمله موزه هنر مدرن نیویورک گنجانده شده است. مجموعه منیل، هیوستون؛ فرماندار نلسون ای. راکفلر. مجموعه هنری امپایر استیت پلازا، آلبانی، نیویورک؛ مرکز هنری واکر، مینیاپولیس؛ موزه هنر مدرن لوئیزیانا، هامبلبیک، دانمارک؛ و موزه کرولر مولر، هلند. در سال ۲۰۰۳، گالری ملی هنر در واشینگتن یکی از چهار قالب اولین مجسمه فولادی اسمیت، «مرگ» را که در سال ۱۹۶۲ ساخته و در سال ۱۹۶۸ ساخته شد، از گالری پائولا کوپر خریداری کرد.
دود (۱۹۶۷) در حال حاضر دهلیز ۶۰ فوتی را پر می‌کند که به ساختمان آهمانسون موزه هنر کانتی لس‌آنجلس منتهی می‌شود. موزه این اثر را در سال ۲۰۱۰ خریداری کرد.
آثار تونی اسمیت در حال حاضر توسط گالری پیس در نیویورک نمایش داده می‌شود.

## زندگی خصوصی
اسمیت با همسرش، خواننده و بازیگر اپرا جین لارنس در سال ۱۹۴۳، در نیویورک آشنا شد. آن‌ها به لس‌آنجلس نقل مکان کردند و در سانتا مونیکا در حضور تنسی ویلیامز به‌عنوان تنها شاهد ازدواج کردند.
او پدر هنرمندان کیارا «کیکی» اسمیت، ستون اسمیت و بازیگر زیرزمینی بئاتریس «بیب» اسمیت (دوقلوی ستون، که در سال ۱۹۸۸ درگذشت) بود.
در سال ۱۹۶۱، اسمیت در یک تصادف رانندگی مجروح شد و متعاقباً به پلی‌سیتمی مبتلا شد، یک بیماری خونی که تعداد زیادی گلبول قرمز تولید می‌کند. کم‌کم حال او رو به وخامت گذاشت تا این‌که در ۲۶ دسامبر ۱۹۸۰ در سن ۶۸ سالگی تسلیم حمله قلبی شد. در زمان مرگ او و خانواده‌اش در ساوت اورنج، نیوجرسی ساکن بودند.